# Sunetra Gupta
Sunetra Gupta (Calcuta, marzo de 1965) es una epidemióloga de enfermedades infecciosas británica-india y profesora de epidemiología teórica en el Departamento de Zoología de la Universidad de Oxford. Ha realizado investigaciones sobre la dinámica de transmisión de diversas enfermedades infecciosas, incluida la malaria, la gripe y el COVID-19, y ha recibido la Medalla Científica de la Sociedad Zoológica de Londres y el Premio Rosalind Franklin de la Royal Society.
Gupta también es novelista y recibió el premio Sahitya Akademi.

## Biografía
Gupta nació en Calcuta, India, en Dhruba y Minati Gupta. Se formó en biología y obtuvo una licenciatura de la Universidad de Princeton. En 1992 obtuvo su doctorado en el Imperial College de Londres para una tesis sobre la dinámica de transmisión de enfermedades infecciosas.

## Trayectoria

### Investigación
Gupta es profesora de epidemiología teórica en el Departamento de Zoología de la Universidad de Oxford, donde dirige un equipo de epidemiólogos de enfermedades infecciosas. Ha realizado investigaciones sobre diversas enfermedades infecciosas, incluyen malaria, VIH, gripe, meningitis bacteriana y COVID-19. Es miembro supernumerario del Merton College de Oxford. También forma parte del Consejo Asesor Europeo de Princeton University Press.

### COVID-19
Gupta ha criticado el enfoque de bloqueo de la pandemia de COVID-19, argumentando que el costo es demasiado alto para los más pobres de la sociedad. También ha cuestionado la calidad del debate sobre la pandemia. Argumentando que la inmunidad de grupo es una forma de prevenir la muerte de personas vulnerables, su opinión es que los países deben seguir el enfoque general adoptado por los epidemiólogos de enfermedades infecciosas en Suecia, protegiendo a los vulnerables lo mejor posible mientras que aquellos con un riesgo mínimo siguen con sus vidas y permitir la inmunidad de grupor. Es una de las autoras principales de la Declaración de Great Barrington, que abogó por una respuesta enfocada a la pandemia de COVID-19 basada en niveles estadísticos de riesgo.
En marzo de 2020, Gupta y sus colegas publicaron modelos para la pandemia de coronavirus que contrastaban con los modelos anteriores producidos en otros lugares. Su modelo sugirió que hasta el 68% de la población ya podría haber sido infectada, lo que sugiere una inmunidad más amplia y una amenaza menguante. En mayo de ese año le dijo a UnHerd que creía que "la epidemia ha llegado en gran medida y está desapareciendo en el Reino Unido. Por lo tanto, creo que la tasa de mortalidad por infección definitivamente sería menos de uno en mil, y probablemente más cerca de uno en diez mil". Tanto antes como después de esta declaración, las estimaciones de otros expertos han estimado un rango mucho más alto que este.

### Reconocimientos
Gupta ha sido galardonado con la Medalla Científica 2007 de la Sociedad Zoológica de Londres y el Premio Rosalind Franklin de la Royal Society 2009. En julio de 2013, el retrato de Gupta se exhibió durante la prestigiosa Exposición Científica de Verano de la Royal Society junto con una destacada científica como Madame Curie.

## Obras de ficción
Gupta escribió sus primeras obras de ficción en bengalí. Fue traductora de poesía de Rabindranath Tagore. Ha publicado varias novelas en inglés. En octubre de 2012, su quinta novela, So Good in Black, fue seleccionada para el Premio DSC de Literatura del Sur de Asia. Sus novelas han sido galardonadas con el premio Sahitya Akademi Award, el premio Southern Arts Literature Prize, preseleccionadas para el Crossword Award y finalistas del Orange Prize.

## Vida personal
Gupta tiene dos hijos con su ex cónyuge Adrian VS Hill.

## Obras seleccionadas

### Artículos
- Gupta, S.; Snow, R. W.; Donnelly, C. A.; Marsh, K.; Newbold, C. (1999). «Immunity to non-cerebral severe malaria is acquired after one or two infections». Nature Medicine 5 (3): 340-343. PMID 10086393. doi:10.1038/6560.

### Novelas
- Memories of Rain . Penguin Books India, Nueva Delhi 1992,ISBN 978-0-14-016907-2 .
- El aliento del soplador de vidrio (1993)
- Luz de luna en mazapán (1995)
- Un pecado de color (1999)
- Tan bueno de negro (2009)